# Corallana
Corallana är ett släkte av kräftdjur. Corallana ingår i familjen Corallanidae.
Kladogram enligt Catalogue of Life:
| Corallana | \| \| Corallana africana \| \| \| \| \| \| Corallana basalis \| \| \| \| \| \| Corallana bidentata \| \| \| \| \| \| Corallana brevipes \| \| \| \| \| \| Corallana collaris \| \| \| \| \| \| Corallana estuaria \| \| \| \| \| \| Corallana furcilla \| \| \| \| \| \| Corallana glabra \| \| \| \| \| \| Corallana grandiventra \| \| \| \| \| \| Corallana hirsuta \| \| \| \| \| \| Corallana hirticauda \| \| \| \| \| \| Corallana kulai \| \| \| \| \| \| Corallana leopoldi \| \| \| \| \| \| Corallana nodosa \| \| \| \| \| \| Corallana sculpta \| \| \| \| \| \| Corallana societensis \| \| \| \| \| \| Corallana tridentata \| \| \| \| |
|           | \| \| Corallana africana \| \| \| \| \| \| Corallana basalis \| \| \| \| \| \| Corallana bidentata \| \| \| \| \| \| Corallana brevipes \| \| \| \| \| \| Corallana collaris \| \| \| \| \| \| Corallana estuaria \| \| \| \| \| \| Corallana furcilla \| \| \| \| \| \| Corallana glabra \| \| \| \| \| \| Corallana grandiventra \| \| \| \| \| \| Corallana hirsuta \| \| \| \| \| \| Corallana hirticauda \| \| \| \| \| \| Corallana kulai \| \| \| \| \| \| Corallana leopoldi \| \| \| \| \| \| Corallana nodosa \| \| \| \| \| \| Corallana sculpta \| \| \| \| \| \| Corallana societensis \| \| \| \| \| \| Corallana tridentata \| \| \| \| |
|           | Alcirona |
|           | |
|           | Argathona |
|           | |
|           | Corilana |
|           | |
|           | Excorallana |
|           | |
|           | Lanocira |
|           | |
|           | Tachaea |
|           | |
|           | Corallana africana |
|           | |
|           | Corallana basalis |
|           | |
|           | Corallana bidentata |
|           | |
|           | Corallana brevipes |
|           | |
|           | Corallana collaris |
|           | |
|           | Corallana estuaria |
|           | |
|           | Corallana furcilla |
|           | |
|           | Corallana glabra |
|           | |
|           | Corallana grandiventra |
|           | |
|           | Corallana hirsuta |
|           | |
|           | Corallana hirticauda |
|           | |
|           | Corallana kulai |
|           | |
|           | Corallana leopoldi |
|           | |
|           | Corallana nodosa |
|           | |
|           | Corallana sculpta |
|           | |
|           | Corallana societensis |
|           | |
|           | Corallana tridentata |
|           | |

|  | Corallana africana     |
|  |                        |
|  | Corallana basalis      |
|  |                        |
|  | Corallana bidentata    |
|  |                        |
|  | Corallana brevipes     |
|  |                        |
|  | Corallana collaris     |
|  |                        |
|  | Corallana estuaria     |
|  |                        |
|  | Corallana furcilla     |
|  |                        |
|  | Corallana glabra       |
|  |                        |
|  | Corallana grandiventra |
|  |                        |
|  | Corallana hirsuta      |
|  |                        |
|  | Corallana hirticauda   |
|  |                        |
|  | Corallana kulai        |
|  |                        |
|  | Corallana leopoldi     |
|  |                        |
|  | Corallana nodosa       |
|  |                        |
|  | Corallana sculpta      |
|  |                        |
|  | Corallana societensis  |
|  |                        |
|  | Corallana tridentata   |
|  |                        |